# 4941 Yahagi
4941 Yahagi (4941 UA) là một tiểu hành tinh vành đai chính. Nó được phát hiện bởi Kenzo Suzuki và Takeshi Urata ở Toyota, Aichi Prefecture, Nhật Bản, ngày 25 tháng 10 năm 1986.